# Adiantopsis pteroides
Adiantopsis pteroides là một loài thực vật có mạch trong họ Adiantaceae. Loài này được (Sw.) T. Moore miêu tả khoa học đầu tiên năm 1857.